# Генри, Уильям (химик)
Уильям Генри (12 декабря 1774 — 2 сентября 1836) — британский химик. Он был сыном Генри Томаса, родился в Манчестере, Англия. Более всего известен тем, что сформулировал закон, известный ныне как закон Генри.
Уильям Генри был отдан в обучение Томасу Персивалю, а затем работал с Джоном Ферриаром в больнице Манчестера. Он начал изучать медицину в Эдинбурге в 1795 году, став врачом в 1807 году, но из-за плохого здоровья прервал свою практику в качестве врача и посвятил всё своё время главным образом химических исследованиям, особенно связанным с газами. Одна из его самых известных работ (опубликовано в Философских трудах королевского общества, 1803 год) описывает эксперименты с количеством газов, поглощаемых водой при различных температурах и при различных давлениях. Его результаты известны сегодня как закон Генри. Его другие исследования были связаны с анализом газов, огнеупорным газом, светильным газом, изучением состава соляной кислоты и аммиака и дезинфекцией посредством высоких температур. Его сочинение  Elements of Experimental Chemistry (1799) пользовалось большой популярностью в его время, выдержав одиннадцать изданий в течение 30 лет. Он был одним из основателей Института механики, который впоследствии стал Университетом Манчестерского института науки и технологии.
Он был избран членом Королевского общества в феврале 1809 года, будучи награждён престижной медалью Копли в 1808 году.
Он застрелился в своей личной часовне на Пендлбери, недалеко от Манчестера, в 1836 году.